# 君に会いたい
『君に会いたい』（きみにあいたい）は1967年6月1日に発売されたザ・ジャガーズのデビュー曲である。

## 解説
- 作詞・作曲は清川正一である。
- B面は「ビート・トレイン」（宮ユキオ 作詞・作曲）。A面曲と同じく英語を交えた歌詞であり、ステージでもよく歌われるビートナンバーである。
- JASRAC公式サイト内の作品データベースでは『君にあいたい』という表記で登録されている。
- 2000年5月24日にテイチクから発売された「ザ・ジャガーズ・コンプリート・シングルズ」（TECN-25629）に収録の「君に会いたい」は、誤って口笛の入っていない別テイクが収録された。
- 日本テレビ系列のバラエティ番組『ウッチャンナンチャンのウリナリ!!』の「ランキングキャラクターライブ　辞めんなマン」の登場曲として使われた。
- NHK連続テレビ小説『ひよっこ』（2017年8月22日放送）では、劇中歌として出演者が歌唱する場面が描かれた。

## 収録曲
1. 君に会いたい
  - 作詞・作曲：清川正一
2. ビート・トレイン
  - 作詞・作曲：宮ユキオ

## カバー
君に会いたい
- メイジャー・チューニング・バンド（1977年） - メドレー曲「ソウル・これっきりですよ!!」（同名シングルに収録）の1曲として歌唱。
- ザ・マイクハナサーズ（1989年） - メドレー曲「ブルー・シャトウを君だけに」（シングル『二人でカンパイ!』に収録）の1曲として歌唱。
- 近田春夫&ハルヲフォン（1994年） - アルバム『ハルヲフォン・メモリアル』に収録
- Mi-Ke（1991年） - アルバム『想い出のG.S.九十九里浜』。この時に元ザ・ジャガースの岡本信がゲストボーカルで参加している[1]。
- 高見沢俊彦（2007年） - ソロシングル『千年ロマンス』のカップリング曲として収録。但し同シングルにはこの曲が収録されていないバージョンがある。

- 桑田佳祐（2008年） 映像作品『昭和八十三年度!ひとり紅白歌合戦』に収録
- 吉幾三（2019年） - アルバム『あの頃の青春を詩う vol.4 グループサウンズ編』に収録